# The Olive Branch
The Olive Branch – magazyn pisany przez młodzież z organizacji Seeds of Peace z całego świata w latach 1996–2012. Czasopismo było związane tematyką z wydarzeniami dotyczącymi młodzieży na obszarach konfliktów, takich jak Izrael, Palestyna, Afganistan, Indie czy Pakistan. Magazyn był wydawany 2-3 razy w roku. Każdy numer zawierał artykuły, wiersze i grafiki.